# Liste der reichsten Lateinamerikaner
Dies ist eine Liste der 20 reichsten Lateinamerikaner, basierend auf den Angaben in „The World’s Billionaires“ des Forbes Magazine. Angehörige von Königshäusern oder Politikern sind nicht in der Liste enthalten.

## Liste (2022)

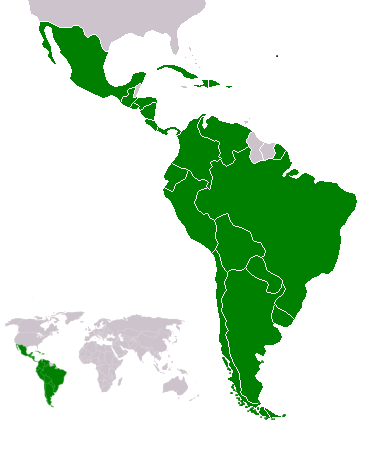
Definition von Lateinamerika

| Rang | Name                          | Vermögen (in Mrd. US$) | Alter | Land      | Quelle                       |
| ---- | ----------------------------- | ---------------------- | ----- | --------- | ---------------------------- |
| 1    | Carlos Slim Helu              | 82,2                   | 82    | Mexiko    | Telmex, América Móvil        |
| 2    | Germán Larrea Mota-Velasco    | 30,8                   | 68    | Mexiko    | Grupo México                 |
| 3    | Iris Fontbona                 | 22,8                   | 79    | Chile     | Erbe (Antofagasta plc)       |
| 4    | Jorge Paulo Lemann            | 15,4                   | 82    | Brasilien | Anheuser-Busch InBev         |
| 5    | Ricardo Salinas Pliego        | 12,4                   | 66    | Mexiko    | Grupo Salinas, Grupo Elektra |
| 6    | Eduardo Saverin               | 10,6                   | 40    | Brasilien | Facebook                     |
| 7    | Marcel Herrmann Telles        | 10,3                   | 72    | Brasilien | Anheuser-Busch InBev         |
| 8    | Luis Carlos Sarmiento         | 9,9                    | 89    | Kolumbien | OLCSA                        |
| 9    | Jorge Moll Filho              | 9,8                    | 77    | Brasilien | Krankenhäuser                |
| 10   | Carlos Alberto Sicupira       | 8,5                    | 73    | Brasilien | Anheuser-Busch InBev         |
| 11   | Familie Safra                 | 7,7                    | -     | Brasilien | Safra Group                  |
| 12   | Lucia Maggi                   | 6,9                    | 89    | Brasilien | Amaggi                       |
| 13   | Alberto Baillères             | 6,7                    | 90    | Mexiko    | Grupo Bal                    |
| 14   | David Vélez                   | 6,5                    | 40    | Kolumbien | Nubank                       |
| 15   | María Asunción Aramburuzabala | 6,2                    | 57    | Mexiko    | Grupo Modelo, Grupo Televisa |
| 16   | André Esteves                 | 5,8                    | 53    | Brasilien | BTG Pactual                  |
| 17   | Carlos Rodriguez-Pastor       | 5,2                    | 63    | Peru      | Intergroup Financial         |
| 18   | Alexandre Behring             | 5,1                    | 55    | Brasilien | 3G Capital                   |
| 19   | Luciano Hang                  | 4,8                    | 59    | Brasilien | Havan                        |
| 20   | Wesley Batista                | 4,2                    | 49    | Brasilien | JBS S. A.                    |
| 20   | Joesley Batista               | 4,2                    | 50    | Brasilien | JBS S. A.                    |

## Liste (2019)
| Rang | Name                          | Vermögen (in Mrd. US$) | Alter | Land      | Quelle                       |
| ---- | ----------------------------- | ---------------------- | ----- | --------- | ---------------------------- |
| 1    | Carlos Slim Helu              | 64,0                   | 79    | Mexiko    | Telmex, América Móvil        |
| 2    | Joseph Safra                  | 25,2                   | 80    | Brasilien | Safra Group                  |
| 3    | Jorge Paulo Lemann            | 22,8                   | 79    | Brasilien | Anheuser-Busch InBev         |
| 4    | Iris Fontbona                 | 15,4                   | 76    | Chile     | Erbe (Antofagasta plc)       |
| 5    | Germán Larrea Mota-Velasco    | 13,3                   | 65    | Mexiko    | Grupo México                 |
| 6    | Ricardo Salinas Pliego        | 11,1                   | 63    | Mexiko    | Grupo Salinas, Grupo Elektra |
| 7    | Luis Carlos Sarmiento         | 10,8                   | 86    | Kolumbien | OLCSA                        |
| 8    | Marcel Herrmann Telles        | 9,9                    | 69    | Brasilien | Anheuser-Busch InBev         |
| 9    | Eduardo Saverin               | 9,7                    | 37    | Brasilien | Facebook                     |
| 10   | Carlos Alberto Sicupira       | 8,9                    | 71    | Brasilien | Anheuser-Busch InBev         |
| 11   | Alberto Baillères             | 7,4                    | 87    | Mexiko    | Grupo Bal                    |
| 12   | Eva Gonda de Rivera           | 6,7                    | -     | Mexiko    | Fomento Económico Mexicano   |
| 13   | María Asunción Aramburuzabala | 5,6                    | 56    | Mexiko    | Grupo Modelo, Grupo Televisa |
| 14   | Jerónimo Arango               | 4,3                    | 93    | Mexiko    | Aurrerá                      |
| 14   | Juan Francisco Beckmann Vidal | 4,3                    | 79    | Mexiko    | José Cuervo                  |
| 16   | Carlos Rodriguez-Pastor       | 4,1                    | 60    | Peru      | Intergroup Financial         |
| 17   | Juan Carlos Escotet           | 3,8                    | 59    | Venezuela | Banesco                      |
| 17   | Julio Ponce Lerou             | 3,8                    | 73    | Chile     | Sociedad Química y Minera    |
| 19   | Jaime Gilinski Bacal          | 3,6                    | 61    | Kolumbien | Banco GNB Sudameris          |
| 20   | Jose Joao Abdalla Filho       | 3,4                    | 74    | Brasilien | Erbe, Banco Classico         |